# Nochebuena
Nochebuena är en ort i Mexiko.   Den ligger i kommunen Guanajuato och delstaten Guanajuato, i den centrala delen av landet, 280 km nordväst om huvudstaden Mexico City. Nochebuena ligger 1 908 meter över havet och antalet invånare är 205.
Terrängen runt Nochebuena är kuperad norrut, men söderut är den platt. Runt Nochebuena är det ganska tätbefolkat, med 160 invånare per kvadratkilometer. Närmaste större samhälle är Guanajuato, 6,4 km nordost om Nochebuena. Trakten runt Nochebuena består i huvudsak av gräsmarker.